# Carlo Garbieri

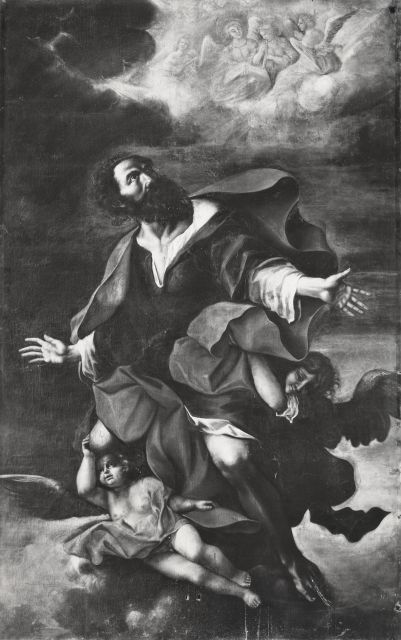
San Pablo en gloria, San Paolo Maggiore, Bolonia.

Carlo Garbieri (c. 1600-1649) fue un pintor italiano, activo durante el Barroco, perteneciente a la Escuela Boloñesa.
Hijo y ayudante de su padre, el pintor Lorenzo Garbieri, se formó en el taller de éste. A la muerte de su progenitor, se hizo cargo del negocio paterno, aunque con menor éxito. No careció de talento, pero le faltó la constancia y dedicación al estudio del arte que poseyó su padre. La mayor parte de su obra se conserva en diversas iglesias boloñesas.

## Obras destacadas
- San Pablo en gloria (San Paolo Maggiore, Bolonia)
- Muerte de Santa María Egipciaca (San Giovanni del Monte, Bolonia)
- San Víctor (Santa Lucía, Urbino)